# Catherine Tylney-Long
Catherine Tylney-Long (1789 - 12 septembre 1825) est une héritière britannique du XIXe siècle.

## Biographie

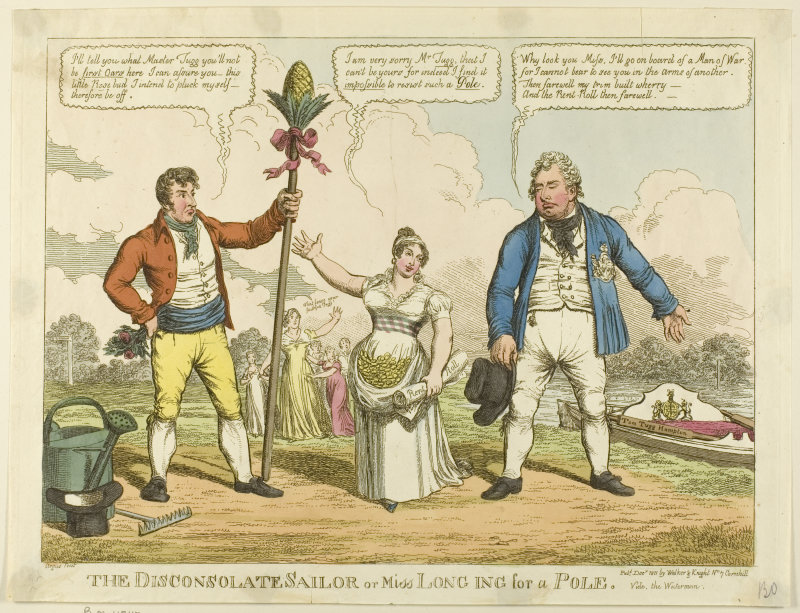
Charles Williams, "The Disconsolate Sailor", 1811 - une caricature sur le choix de Catherine entre le duc de Clarence (futur Guillaume IV à droite) qu'elle a trouvé laid et William Wesley-Pole (à gauche).

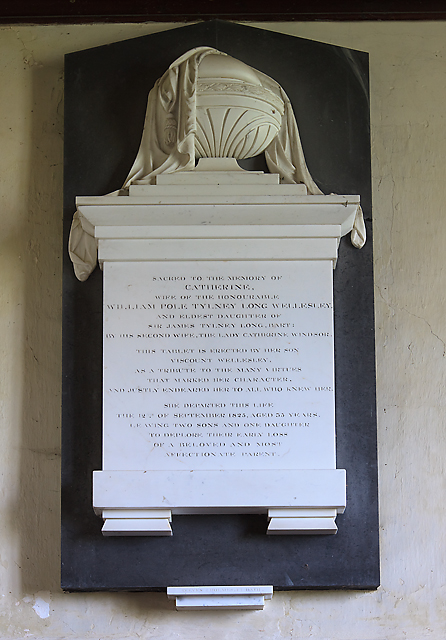
Monument mural à son intention "laissant deux fils et une fille pour déplorer la perte précoce d'un parent bien-aimé et très affectueux"

Elle est la fille aînée de Sir James Tylney-Long, 7e baronnet, de Draycot, Wiltshire. Son seul frère James hérite de la fortune de leur père mais est décédé juste avant son onzième anniversaire en 1805, ce qui signifie que les vastes domaines rassemblés par le 7e baronnet dans l'Essex, le Hampshire et le Wiltshire et des investissements financiers importants passent à Catherine. Ces propriétés auraient rapporté un loyer annuel total de 40 000 £. Elle est ainsi devenue connue dans la société londonienne à la mode comme «l'héritière du Wiltshire»  et est considérée comme la roturière la plus riche d'Angleterre .
Ses prétendants comprenaient le duc de Clarence, plus tard le roi Guillaume IV (né en 1765) désireux de rembourser ses grandes dettes. Elle choisit finalement William Wesley-Pole (né en 1788), qui, le 14 janvier 1812, prend le nom de famille supplémentaire de Tylney-Long. Le couple se marie le 14 mars 1812, mais son extravagance rend le mariage malheureux .
William obtient un poste de gentilhomme huissier de George IV en 1822 (le protégeant contre l'arrestation pour dette) et quitte la Grande-Bretagne pour échapper à ses créanciers vers 1823. Catherine laisse entendre dans une lettre à ses sœurs que son mari lui avait donné une maladie vénérienne . Pendant son séjour sur le continent, il entame une relation avec Helena Paterson Bligh (décédée le 7 avril 1869), l'épouse du capitaine Thomas Bligh des Coldstream Guards, abandonnant finalement Catherine . Elle est décédée en 1825, laissant ses enfants aux soins de ses deux sœurs célibataires, Dorothy et Emma. William n'avait qu'un usufruit à vie sur les domaines de Catherine, bien qu'il ait été responsable de la démolition de Wanstead House en 1825 pour rembourser certaines de ses dettes et a également tenté sans succès d'obtenir la garde de leur fils aîné William, à qui la fortune de Catherine est transmise .